# Výbor pro neamerickou činnost
Výbor pro neamerickou činnost přesněji Sněmovní výbor pro neamerickou činnost (anglicky House Un-American Activities Committee, zkratka HUAC či HCUA) byl zvláštní vyšetřovací výbor Sněmovny reprezentantů USA, který působil v letech 1938–1975.
Protikomunistické vyšetřování výboru bývá mnohdy zaměňováno s antikomunistickou činností senátora Josepha McCarthyho, který neměl na práci Výboru ve sněmovně přímý vliv.

## Historie
Vzniku Sněmovního výboru pro neamerickou činnost předcházela činnnost několika komisí, které působily ve sněmovně v první polovině 20. století. Výbor byl založen v květnu 1938 jako zvláštní vyšetřovací výbor s úkolem sledovat především německé přistěhovalce a jejich případnou pronacistickou činnost a rasistickou činnost Ku-klux-klanu. Výsledkem vyšetřování KKK však bylo konstatování, že výbor nemá dostatek podkladů pro spuštění důkladného vyšetřování. Mississippský poslanec a člen Výboru J. E. Rankin k tomu dodal, že KKK je „nakonec stará americká instituce“.
Po vstupu USA do války s Japonskem rozšířil Výbor svoji činnost i na japonské Američany žijící převážně na západním pobřeží.
Již od roku 1938 soustředil Výbor své vyšetřování na činnost Komunistické strany USA, zejména v oblasti kultury. Traduje se výrok poslance za stát Alabama Joea Starnese, který se při jednom ze slyšení zcela vážně zeptal, zdali slavný anglický alžbětinský dramatik Christopher Marlowe (1564–1593) nebyl členem komunistické strany a také prohlásil, že „pan Eurípidés hlásá třídní boj“.
Po 2. světové válce nastalo v USA v souvislosti s nástupem studené války období zvýšeného protikomunistického napětí. Roku 1945 se Výbor pro neamerickou činnost stal stálým výborem Sněmovny reprezentantů. V roce 1947 byla po devítidenním vyšetřování Výboru v Hollywoodu sestavena takzvaná Hollywoodská černá listina nepohodlných herců, režisérů a scenáristů, na níž se zpočátku octlo deset jmen, takzvaná Hollywoodská desítka. Postupem času se na listinu dostalo 300 uměleckých osobností z oblasti filmové, rozhlasové a literární tvorby. Někteří, jako například Charlie Chaplin, museli opustit USA, aby mohli dál pracovat.
V roce 1950 došlo po projevu senátora Josepha McCarthyho o infiltraci komunistů do státních institucí ke skokovému nárůstu vyšetřovaných případů a začal doslova lov na komunisty. Zároveň ale také na domnělé i skutečné sympatizanty. Problémem bylo, že docházelo k pronásledování pro přesvědčení, nebo nějaký výrok, či osobní nebo příbuzenský vztah. Vyslýchaní Výborem pro neamerickou činnost byli nuceni k udávání přátel a příbuzných. Obětí mccarthismu bylo mnoho: 145 zatčených pro komunismus, 15 sebevražd, 11500 vyhazovů z práce, 300 umělců – např.: Bernstein, Bertold Brecht, Luis Buñuel, Lion Feuchtwanger, Arthur Miller, Thomas Mann, Orson Welles, Paul Robeson, Pete Seeger, Irwin Shaw, Charlie Chaplin i Jiří Voskovec, obviněný z „předčasného antifašismu“ a rok izolovaný na Ellis Islandu. Z 13 mil. prověřovaných Američanů 1,7 mil. včetně 254 organizací skončilo na seznamech Výboru a CIA. FBI vytvořila i seznam 26 tis. osob, které měly být preventivně zatčeny v případě výjimečného stavu. Mccarthismus v důsledku poškodil USA.
Počátkem 50. let se činnost Výboru zaměřila i na vědeckou oblast. K nejznámějším osobnostem, jež se staly předmětem jeho zájmu, patří zejména Robert Oppenheimer, jeden z konstruktérů americké atomové bomby, Albert Einstein a fyzik Edward Condon, jeden z průkopníků kvantové mechaniky, jenž se podílel i na vývoji radaru a atomové bomby.
Významnou roli v činnosti Výboru v 50. letech sehrál i vyostřený antisemitismus.[zdroj⁠?!]
V roce 1969 změnila Sněmovna jméno výboru na „Sněmovní výbor pro vnitřní bezpečnost“. V roce 1975 pak byla agenda výboru převedena pod Sněmovní výbor pro spravedlnost.